# Karşıyaka Spor Kulübü
El Karşıyaka Spor Kulübü o KSK (Kaf sin kaf) és un club esportiu turc de la ciutat d'Esmirna, al districte del mateix nom (Karşıyaka). Té diverses seccions, on destaquen la de futbol, basquetbol, voleibol, handbol, tennis, natació, vela (dos cops campió del món sots 21), billar, bitlles, i motociclisme.

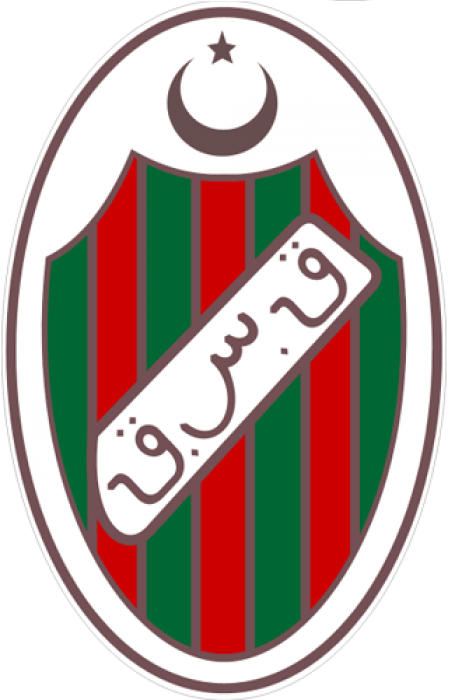
Antic logo, amb les letres kaf, sin, kaf.

## Secció de futbol
Fundat el 1912, durant els temps otomans, el club de futbol manté força rivalitat tradicional amb el Göztepe i amb l'Altay SK, dos clubs de la mateixa ciutat d'Esmirna. Amb el Göztepe AŞ va arribar a reunir 80.000 espectadors en un partit de Segona Divisió, l'any 1981, xifra rècord al món per un partit de segona divisió.
El 1930, Karşıyaka va jugar un partit amistós amb el CF Lailapas grec, de l'illa de Quios, que fou interromput al minut 3 per forta pluja. El 10 de maig de 2014, després de 84 anys, el partit es va reiniciar des del minut 3 a l'estadi Fafalion de Quios, com un projecte d'amistat entre Esmirna i Quios. Al minut 65, els partidaris de ambdós equips van interrompre el partit una altra vegada i es van comprometre a seguir a Esmirna la tercera vegada.
El KSK ha militat a les següents categories:
- 1a categoria: 1959-1964, 1966-1967, 1970-1972, 1987-1991, 1992-1994, 1995-1996
- 2a categoria: 1964-1966, 1967-1970, 1972-1973, 1980-1987, 1991-1992, 1994-1995, 1996-2001, 2003-avui
- 3a categoria: 1973-1980, 2001-2003

### Palmarès
- Lliga d'Esmirna de futbol (3): 1925-26, 1951-52, 1958-59
- Copa TSYD (8)